# إنجا سوينسون
إنجا سوينسون هي ممثلة أمريكية، ولدت في 29 ديسمبر 1932 بأوماها في الولايات المتحدة. من الجوائز التي نالتها جائزة المسرح العالمي سنة 1957.

## أعمال

### أفلام
- (1962) صانعة المعجزات
- (1976) أحمر الشفاه

### مسلسلات
- الشمال والجنوب

## جوائز وترشيحات
جوائز
- جائزة المسرح العالمي (1957)

ترشيحات
- جائزة توني عن فئة أفضل ممثلة في مسرحية موسيقية [الإنجليزية]‏ (1964)
- جائزة توني عن فئة أفضل ممثلة في مسرحية موسيقية [الإنجليزية]‏ (1965)

## وصلات خارجية
- إنجا سوينسون على موقع IMDb (الإنجليزية)
- إنجا سوينسون على موقع ألو سيني (الفرنسية)
- إنجا سوينسون على موقع ميوزك برينز (الإنجليزية)
- إنجا سوينسون على موقع أول موفي (الإنجليزية)
- إنجا سوينسون على موقع قاعدة بيانات برودواي على الإنترنت (الإنجليزية)
- إنجا سوينسون على موقع قاعدة بيانات الأفلام السويدية (السويدية)
- إنجا سوينسون على موقع إن إن دي بي (الإنجليزية)
- إنجا سوينسون على موقع ديسكوغز (الإنجليزية)
- إنجا سوينسون على موقع قاعدة بيانات الفيلم (الإنجليزية)
- إنجا سوينسون على موقع كينوبويسك (الروسية)